# Bruchhof (Einbeck)
Bruchhof ist neben Hallensen die kleinste Ortschaft der Stadt Einbeck im südniedersächsischen Landkreis Northeim.

## Geografie
Die Ortschaft Bruchhof befindet sich im nördlichen Teil der Stadt Einbeck, die über die Landesstraße 487 erreicht wird. Etwa 1000 m östlich des Dorfes fließt die Leine.

## Geschichte
Der Ursprung von Bruchhof ist eng mit dem Kloster Amelungsborn verbunden, welches hier einen Außenhof betrieb.
Im Zuge der Gebietsreform in Niedersachsen, die am 1. März 1974 stattfand, wurde die zuvor selbständige Gemeinde Bruchhof in die Gemeinde Kreiensen eingegliedert. Als Teil dieser Gemeinde wurde Bruchhof am 1. Januar 2013 eine Ortschaft der neugebildeten Stadt Einbeck.

## Politik
Aufgrund seiner geringen Einwohnerzahl wird Bruckhof nicht von einem Ortsrat, sondern von einer Ortsvorsteherin vertreten. Aktuell ist Silke Wüstefeld in dieser Funktion.